# Pellegrino da Città di Castello
Pellegrino da Città di Castello (né à Città di Castello, vers la moitié du XIIIe siècle et mort à Quanzhou le 7 juillet 1322)  est l'un des trois évêques italiens parvenus vivants à Cambaluc sur les sept évêques suffragants nommés par Clément VII  auprès du nouvel archevêque Jean de Montecorvino.
Pellegrino di Città di Castello qui fut évêque de Zayton de 1318 à 1322 est connu par sa lettre de Zayton (actuelle Quanzhou) datée du 30 décembre 1318 du Codex Chigi I.VII.262.

## Histoire
Nous n'avons aucune nouvelle certaine de lui avant son élection comme évêque par le pape Clément V le 23 juillet 1307 avec la bulle  Rex regum.
Né au milieu du XIIIe siècle à Città di Castello, il était un religieux de la province d'Ombrie de l'Ordre franciscain. Il fut consacré avec cinq autres frères nommés en même temps par Clément V pour soutenir la mission chinoise entreprise par le frère mineur Giovanni da Montecorvino qu'ils devaient consacrer évêque. Il s'agit des frères mineurs Andrea da Perugia, Gerardo Albuini, Nicola di Banzi, Ulrico di Seyfridsdorf et Guglielmo da Villanova. Le départ pour la Chine eut vraisemblablement lieu à la fin de 1307 en présence d'un septième évêque franciscain, Andreuccio da Assisi, que le pape nomma pour remplacer Guglielmo da Villanova qui ne partit pas avec le groupe. Les évêques Nicolas, Andreuccio et Ulrico moururent en chemin.
Entre 1309 et 1313, les informations sont contradictoires, Pellegrino et les autres survivants atteignirent Khanbaliq où ils accomplirent leur mission en consacrant Giovanni da Montecorvino comme évêque et en établissant ainsi la première hiérarchie catholique en Chine.
Pellegrino et Andrea sont restés à Khambaliq pendant cinq ans sous la direction de Montecorvino. Gérard fut envoyé à Zayton, où il mourut et fut remplacé par Pellegrino qui, peu après son installation, adressa une lettre datée du 30 décembre 1318 aux frères du Vicariat d'Orient. Là, il fut bientôt rejoint par Andrea qui, après avoir assisté à sa mort le 7 juillet 1322, lui succéda dans le gouvernement du diocèse.